# Felix Prangenberg
Felix Prangenberg (25 de mayo de 1998) es un deportista alemán que compite en ciclismo en la modalidad de BMX estilo libre. Consiguió cuatro medallas en los X Games.

## Medallero internacional
| \| X Games de Verano \| X Games de Verano \| X Games de Verano \| X Games de Verano \| \| Año \| Lugar \| Medalla \| Prueba \| \| ----------------- \| ---------------------------- \| ----------------- \| ----------------- \| \| 2013 \| Los Ángeles (Estados Unidos) \| Medalla de oro \| Calle \| \| 2019 \| Mineápolis (Estados Unidos) \| Medalla de plata \| Calle \| \| 2021 \| California (Estados Unidos) \| Medalla de plata \| Calle \| \| 2022 \| California (Estados Unidos) \| Medalla de plata \| Calle \| |                              |                  |        |
| X Games de Verano |                              |                  |        |
| Año | Lugar                        | Medalla          | Prueba |
| 2013 | Los Ángeles (Estados Unidos) | Medalla de oro   | Calle  |
| 2019 | Mineápolis (Estados Unidos)  | Medalla de plata | Calle  |
| 2021 | California (Estados Unidos)  | Medalla de plata | Calle  |
| 2022 | California (Estados Unidos)  | Medalla de plata | Calle  |